# پناهگاه صخره‌ای مرنازار
پناهگاه صخره‌ای مرنازار مربوط به دوران پارینه‌سنگی است و در شهرستان کوهدشت، بخش مرکزی، دهستان کوهدشت شمالی روستای آبچی کوردشت واقع شده و این اثر در تاریخ ۷ اسفند ۱۳۸۶ با شمارهٔ ثبت ۲۱۳۳۴ به‌عنوان یکی از آثار ملی ایران به ثبت رسیده است.